# Cercosaura anomala
Cercosaura anomala — вид ящірок родини гімнофтальмових (Gymnophthalmidae). Ендемік Перу.

## Поширення і екологія
Cercosaura anomala відомі з типової місцевості, розташованої на східних схилах Перуанських Анд, в регіоні Куско, на висоті 2000 м над рівнем моря. Вони живуть у вологих гірських тропічних лісах.